# イベントスケジューリング
イベントスケジューリング (英: event scheduling)は、会議、会議、旅行などのイベントに適した時間を見つける活動です。これは、通常、最初の段階で実行されるイベント計画の重要な部分です。
一般に、イベントのスケジュールでは、イベントの特定の日付がイベントの成功にどのような影響を与える可能性があるかを考慮する必要があります。たとえば、学会を開催する際には、多くの潜在的な参加者が大学の教授であることが予想されるため、主催者は大学で授業が行われる期間の知識を考慮に入れる場合があります。また、他の同様の会議が同時に開催されていないことを確認する必要があります。重複すると、すべての会議に参加することに関心のある参加者にとって問題になるためです。
誰がイベントに参加する予定であるかがよくわかっている場合（プロジェクト会議の場合など）、主催者は通常、イベントの時間をすべての参加者の計画されたスケジュールと同期させようとします。参加者が多い場合や、参加者が離れた場所にいる場合、これは難しい作業です。このような場合、主催者は最初に一連の提案された日付を定義し、潜在的な参加者に適切な日付に関する質問に答える必要があります。すべての参加者から回答を得た後、ほとんどの参加者に適したイベント時間を選択します。この手順は、インターネットツールによって軽減できます。 